# رزی مارسل
رزی الن سلین مارسل (زاده ۶ مه ۱۹۷۷) هنرپیشه انگلیسی است. مارسل به خاطر ایفای نقش جک نایلور بعنوان مشاور جراح قلب قفسه سینه در سریال درام شبکه بی‌بی‌سی که به نام شهر هالبی است شناخته می‌شود. نقشی که او در سریال تلفات بازی کرده‌است نیز مشهور می‌باشد. او دختر تری مارسل (کارگردان تلویزیونی) و خواهر کلی مارسل (نویسنده و بازیگر) است.

## زندگی شخصی
مادر مارسل، لیندزی بروک یک بازیگر بود و پدرش، تری مارسل، یک کارگردان تلویزیونی است؛ آنها در سال ۱۹۹۵ طلاق گرفتند. کلی، خواهر بزرگتر او، نویسنده و بازیگر است او هم در فیلم شهر هالبی و هم در فیلم بیل ظاهر شده است، اما بیشتر به عنوان نویسنده و مدیر اجرایی تولید سریال تلویزیونی ترانووا شناخته شده است.

## فیلم‌شناسی
- شهر هالبی
- بیل
- ناتان بارلی
- هتل بی‌نهایت
- معاون
- یک جنتلمن لطفاً
- دنیای مخفی مایکل فرای
- روزهای مثل امروز
- تلفات
- درد رو به رشد
- قلعه ماجراجویی
- پرس گنگ
- هایپر سایپن:مردمی از ستاره بیگانه
- برگاراس
- هوایی در شهر
- هالی بلو
- ونوم: بگذارید کارنیج بیاید